# بارگار
بارگار (به انگلیسی: Bargarh) یک شهر و شهرداری در هند است که در شهرستان بارگار واقع شده‌است. بارگار ۵٬۸۳۷ کیلومتر مربع مساحت و ۱٫۴mn نفر جمعیت دارد و ۱۷۱ متر بالاتر از سطح دریا واقع شده‌است.